# Kokosmakron

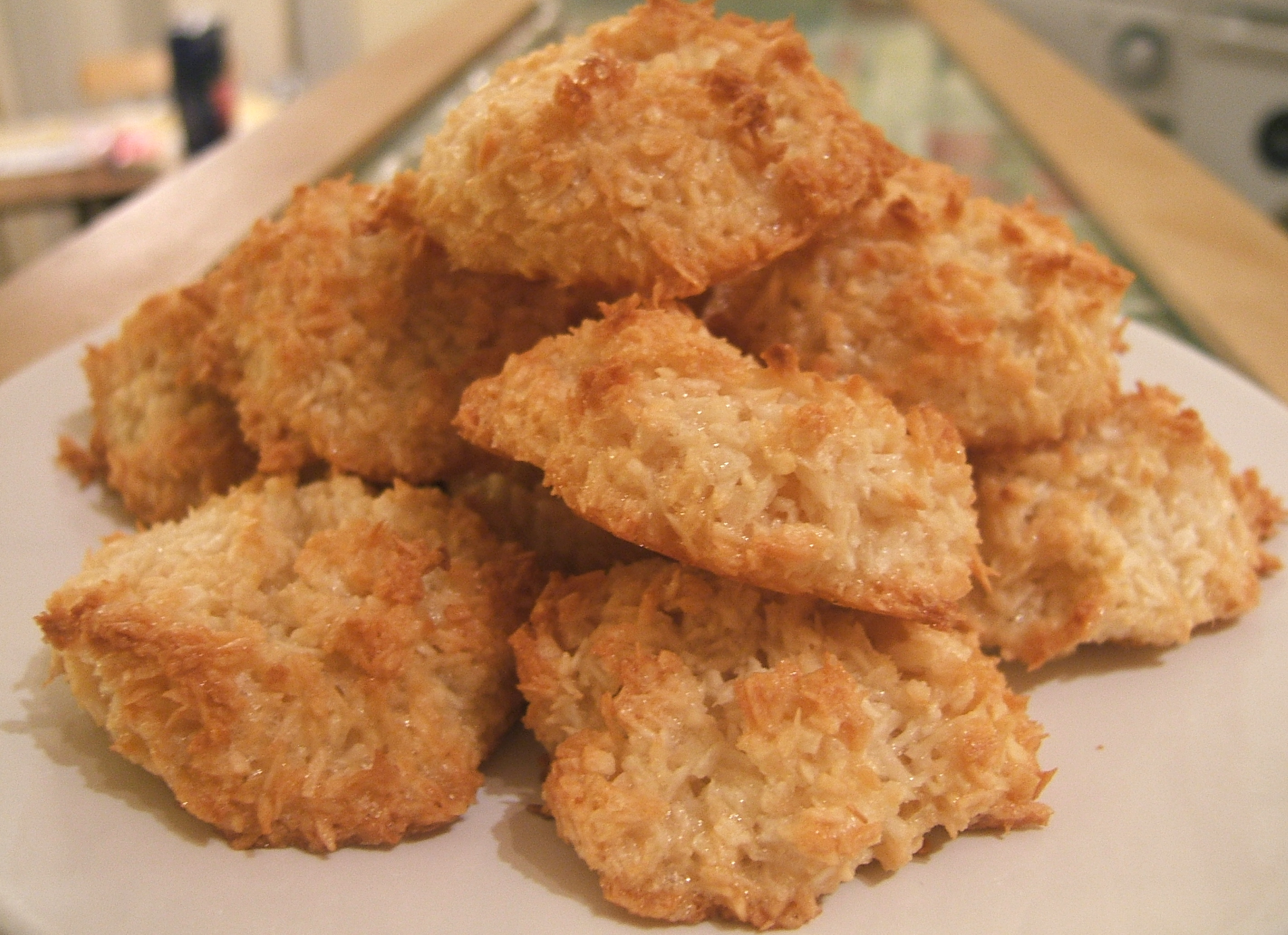
Kokosmakronen

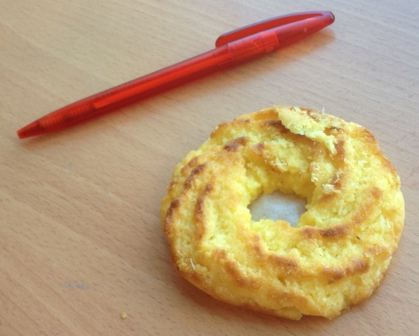
Kokoskrans

Een kokosmakron is een ronde koek op een stuk rond eetpapier.
De koek wordt gemaakt met geklopt eiwit, waar gedroogde, gemalen kokos doorheen wordt gespateld, samen met suiker, citroenrasp en eventueel vanillesuiker. Dit mengsel wordt op het papier gelegd en kort in de oven gebakken. Soms wordt de koek na het bakken nog in de chocolade gedompeld om een luxe afwerking te verkrijgen.

## Kokoskrans
De kokoskrans (vaak: kokoskransje) is dezelfde koek, met een andere vorm. Deze is rond met een herkenbaar gat in het midden.